# Bakeoven
Bakeoven (korábban Bake Oven) az Amerikai Egyesült Államok északnyugati részén, Oregon állam Wasco megyéjében, a Bakeoven-patak mentén elhelyezkedő önkormányzat nélküli település.
Nevét egy 1862-ben épített kenyérsütő kemencéről kapta; az üzemeltető lisztkereskedőnek egy éjszaka az indiánok ellopták a lovait. Joseph Sherar telepes és üzletember állítólag jelen volt az esetkor. 1905-ben posta, szálloda és kovácsműhely is volt itt.
Az 1875-ben megnyílt posta első vezetője Ellen Burgess. A hivatal 1913-as bezárásától a küldeményeket Flanganbe kézbesítették, majd 1914 és 1918 között újra volt helyi posta.

## Fordítás
- Ez a szócikk részben vagy egészben  a   Bakeoven, Oregon című angol Wikipédia-szócikk ezen változatának fordításán alapul.  Az eredeti cikk szerkesztőit annak laptörténete sorolja fel. Ez a jelzés csupán a megfogalmazás eredetét és a szerzői jogokat jelzi, nem szolgál a cikkben szereplő információk forrásmegjelöléseként.